# Polietilè

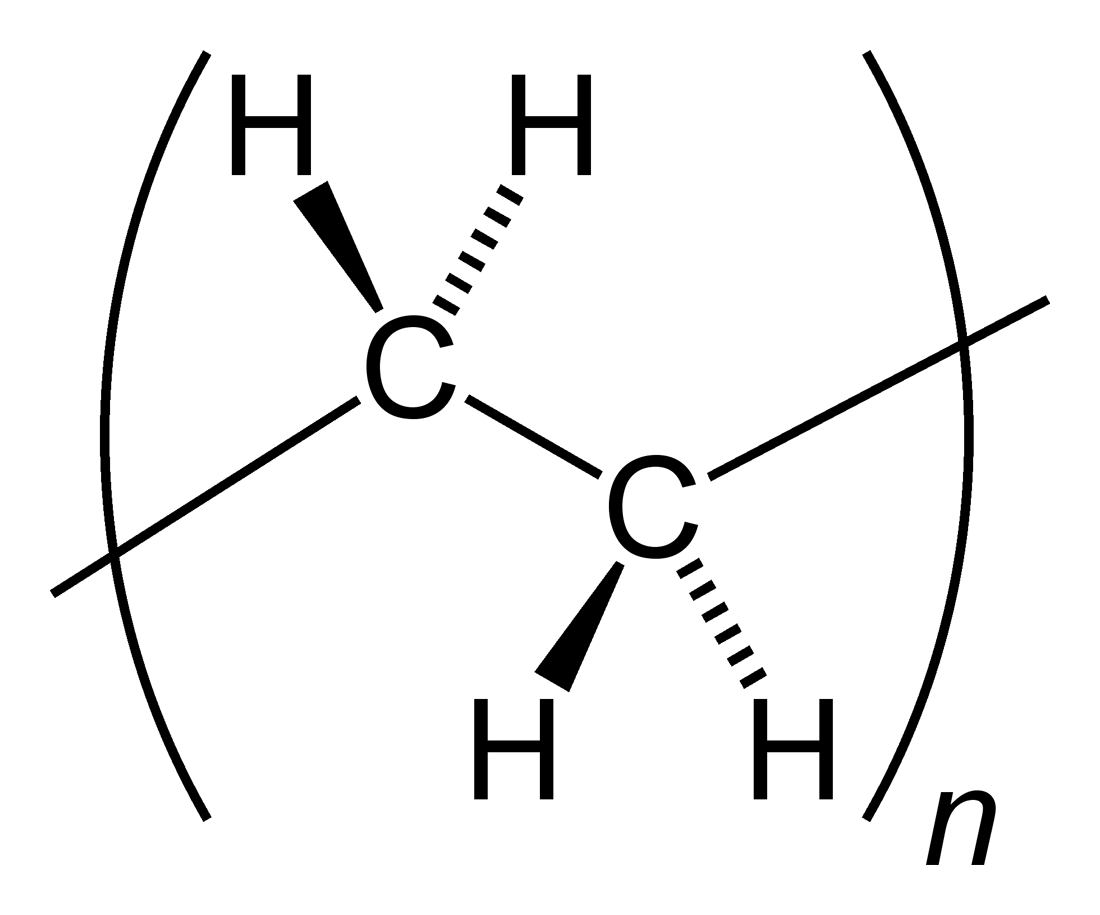
Estructura química del polietilè, de vegades representada només com (CH₂-CH₂)_{n}

El polietilè o polietilé és químicament el polímer més simple. Es representa amb la seva unitat repetitiva (CH₂-CH₂)n. El polietilè forma part del grup dels termoplàstics. Per la seva alta producció mundial (aproximadament 60 milions de tones són produïdes anualment (2005) arreu del món) és també el més barat, de manera que és un dels plàstics més comuns. És químicament inert. S'obté de la polimerització de l'etilè (de fórmula química CH₂=CH₂ i anomenat etè per la IUPAC), del qual deriva el seu nom.
Aquest polímer pot ser produït per diferents reaccions de polimerització, com per exemple: 
- Polimerització per radicals lliures,
- Polimerització aniònica,
- Polimerització per coordinació d'ions o
- Polimerització catiònica.

Cadascun d'aquests mecanismes de reacció produeix un tipus deferent de polietilè.
El polietilè és un polímer de cadena lineal no ramificada. Encara que les ramificacions són comunes en els productes comercials. Les cadenes de polietilè s'arreglen baixant de la temperatura d'estovament Tg en regions amorfes i semi-cristal·lines.

## Classificació i propietats físiques
L'abreviatura de polietilè comunament utilitzada és PE. Els polietilens poden classificar-se en:
- PEBD (en anglès conegut com a LDPE o PE-LD): Polietilè de Baixa Densitat;
  - No tòxic
  - Flexible
  - Lleuger
  - Transparent
  - Inert (al contingut)
  - Impermeable
  - Poca estabilitat dimensional, però de fàcil processament
  - Baix cost
- PEAD (en anglès conegut com a HDPE o PE-HD): Polietilè d'Alta Densitat; densitat igual o menor a 0.941 g/cm³. Té un baix nivell de ramificacions, per la qual cosa la seva densitat és alta, les forces intermoleculars són altes també. La producció d'un bon PEAD depèn de la selecció del catalitzador, alguns dels catalitzadors moderns inclouen els de Ziegler-Natta, el desenvolupament dels quals va culminar amb el Premi Nobel.
  - Resistent a baixes temperatures;
  - Alta resistència a la tensió, compressió, tracció;
  - Baixa densitat en comparació de metalls o altres materials;
  - Impermeable;
  - Inerta (al contingut), baixa reactivitat;
  - No és tòxic.
  - Poca estabilitat dimensional, creep
- PELBD: Polietilè lineal de baixa densitat;
- UHWPE: Polietilè d'ultra alt pes molecular;
- PEX: Polietilè amb formació amb xarxa;

| Característiques                   | PEBD            | PEAD          | PELBD         |
| ---------------------------------- | --------------- | ------------- | ------------- |
| Grau de cristal·linitat en %       | 40 bis 50       | 60 bis 80     | 30 bis 40     |
| densitat en g/cm³                  | 0,915 bis 0,935 | 0,94 bis 0,97 | 0.90 bis 0.93 |
| Mòdul N/mm² a 52215 °C             | ~130            | ~1000         | -             |
| Temperatura de cristal·lització °C | 105 bis 110     | 130 bis 135   | 121 bis 125   |
| Estabilitat química                | bona            | excel·lent    | bona          |
| Estrès a ruptura en N/mm²          | 8,0-10          | 20,0-30,0     | 10,0-30,0     |
| elongació a ruptura %              | 20              | 12            | 16            |
| Mòdul elàstic E (N/mm²)            | 200             | 1000          | -             |
| Coeficient d'expansió lineal (K-1) | 1.7 * 10-4      | 2 * 10-4      | 2 * 10-4      |
| Temperatura màxima de treball °C   | 80              | 100           | -             |
| Temperatura d'estovament °C        | 110             | 140           | -             |

## Aplicacions
- PEBD:
  - Bosses de tota classe: supermercats, botigues, panificació, congelats, industrials, etc.;
  - Pel·lícules per a agro;
  - Recobriment de séquies;
  - Envasament automàtic d'aliments i productes industrials: llet, aigua, plàstics, etc.;
  - Stretch film;
  - Base per a bolquers d'un sol ús;
  - Bosses per a sèrum;
  - Contenidors hermètics domèstics;
  - Basar;
  - Tubs i poms: cosmètics, medicaments i aliments;
  - Canonades per a reg.
- PEAD:
  - Envasos per a: detergents, lleixiu, olis automotor, xampú, lactis;
  - Bosses per a supermercats;
  - Basar i menatge;
  - Calaixos per a peixos, gasoses, cerveses;
  - Envasos per a pintura, gelats, olis;
  - Tambors;
  - Canonades per a gas, telefonia, aigua potable, mineria, làmines de drenatge i ús sanitari;
  - Tests;
  - Bosses teixides;
  - Guies de cadena, peces mecàniques.

## Copolímers d'Etilè
En addició a la polimerització amb alfa-olefines, l'etilè pot polimeritzar-se per mitjà d'un gran nombre de monòmers diferents. Exemples d'aquests monòmers són l'acetat de vinil que resulta en el copolímer d'etilè-vinil acetat o EVA, l'ús del qual és comú en sandàlies i Sabates esportives amb soles escumejades; gran varietat d'acrilats poden ser obtinguts també.

## Història
El polietilè va ser sintetitzat per primera vegada pel químic alemany Hans von Pechmann qui per accident ho va preparar en 1898 mentre escalfava diazometà. Quan els seus col·legues Eugen Bamberger i Friedrich Tschirner van caracteritzar la substància grasosa i blanca que el va crear, van descobrir llargues cadenes compostes per -CH₂- i el van anomenar polietilè.
El 27 de març de 1933 va ser sintetitzat com ho coneixem avui dia, per Reginald Gibson i Eric Fawcett a Anglaterra, qui treballaven per als laboratoris ICI. Això va ser assolit aplicant una pressió d'aproximadament 1400 bar i una temperatura de 170 °C, on en una autoclau va ser obtingut el material d'alta viscositat i color blanquinós que avui dia es coneix.
La pressió requerida per a assolir la polimerització de l'etilè era massa alta, per això és que la investigació sobre catalitzadors realitzada per l'Alemany Karl Ziegler i l'italià Giulio Natta, que va donar origen als catalitzadors Ziegler-Natta va valer el reconeixement del més famós premi a la ciència a nivell mundial, el premi Nobel en 1963 per la seva aportació científica a la química. Amb aquests catalitzadors s'assoleix la polimerització a pressió normal.

## Aplicacions modernes
El polietilè pot formar una xarxa tridimensional quan aquest és sotmès a una reacció covalent de "vulcanitzat" (cross-linking en anglès). El resultat és un polímer amb efecte de memòria.
L'efecte de memòria en el polietilè i altres polímers consisteix que el material posseïx una forma estable o permanent i a certa temperatura, coneguda com a temperatura d'obturació, ja sigui *g o T, o una combinació, es pot obtenir una forma temporal, la qual pot ser modificada simplement en escalfar el polímer a la seva temperatura d'obturació.
L'efecte tèrmic de memòria en els polímers és diferent de l'efecte tèrmic de memòria en els metalls, trobat en 1951 per Chang i Read en el qual hi ha un canvi en l'arranjament cristal·lí per mitjà d'un re-acomodament martensític, en els polímers aquest efecte es basa en forces antròpiques i punts d'estabilitat física (nusos entre cadenes) o química (vulcanitzat).
En el cas del polietilè amb efecte tèrmic de memòria, els usos més comuns són pel·lícules termoencogibles, aïllants i empaquetatges.
Altres polímers que presenten l'efecte tèrmic de memòria són: Poli(norbornè), poliuretans, poliestirè modificat i gairebé qualsevol polímer o copolímer que sigui cristal·lí o amorf que pugui formar una xarxa tridimensional.
Polímers amb problemes per a l'efecte tèrmic de memòria: Polipropilè.
Altres noves aplicacions de PE inclouen el compost de farina de fusta i PE en percentatges que van des de 10% de fusta fins a 70% d'aquesta en pes. El resultat és un compost estable de major densitat que el PE. Equip especial per al seu processament és recomanat així com additius d'acoblament i ajudes de procés, en peces grans també s'usen els escumants per a reduir la densitat de la peça.

## Processament
El Polietilè s'usa per a diferents tipus de productes finals, per a cadascun d'ells s'utilitzen també diferents processos, entre els més comuns es troben:
- Extrusió: Pel·lícula, cables, fils, perfils i semiacabats.
- Model per injecció: Parts en tercera dimensió amb formes complicades
- Injecció i bufat: Ampolles de diferents grandàries
- Extrusió i bufat: Bosses o tubs de calibre prim
- Rotomoldeig: Dipòsits i formes buides de grans dimensions

El polietilè té un color lletós translúcid, aquest color es pot modificar amb tres procediments comuns:
- Afegir pigment pols al PE abans del seu processament
- Acolorir tot el PE abans del seu processament
- Usar un concentrat de color (conegut en anglès com masterbatch), el qual representa la forma més econòmica i fàcil d'acolorir un polímer.

Additius necessaris per a l'ús final són importants, depenent de la funció final es recomanen per exemple: Antioxidants, antiinflamants, antiestàtics, antibacterians.

## Imatges de Polietilè
El Polietilè és un material que resulta més fàcil de transportar i transformar, ja que és lleuger en els seus derivats quan està granulat. El producte és obtingut en aquesta forma. Els grans o boletes tenen una mida de 0,3cm a 0,4cm i poden ser comprimides, però molt poc.

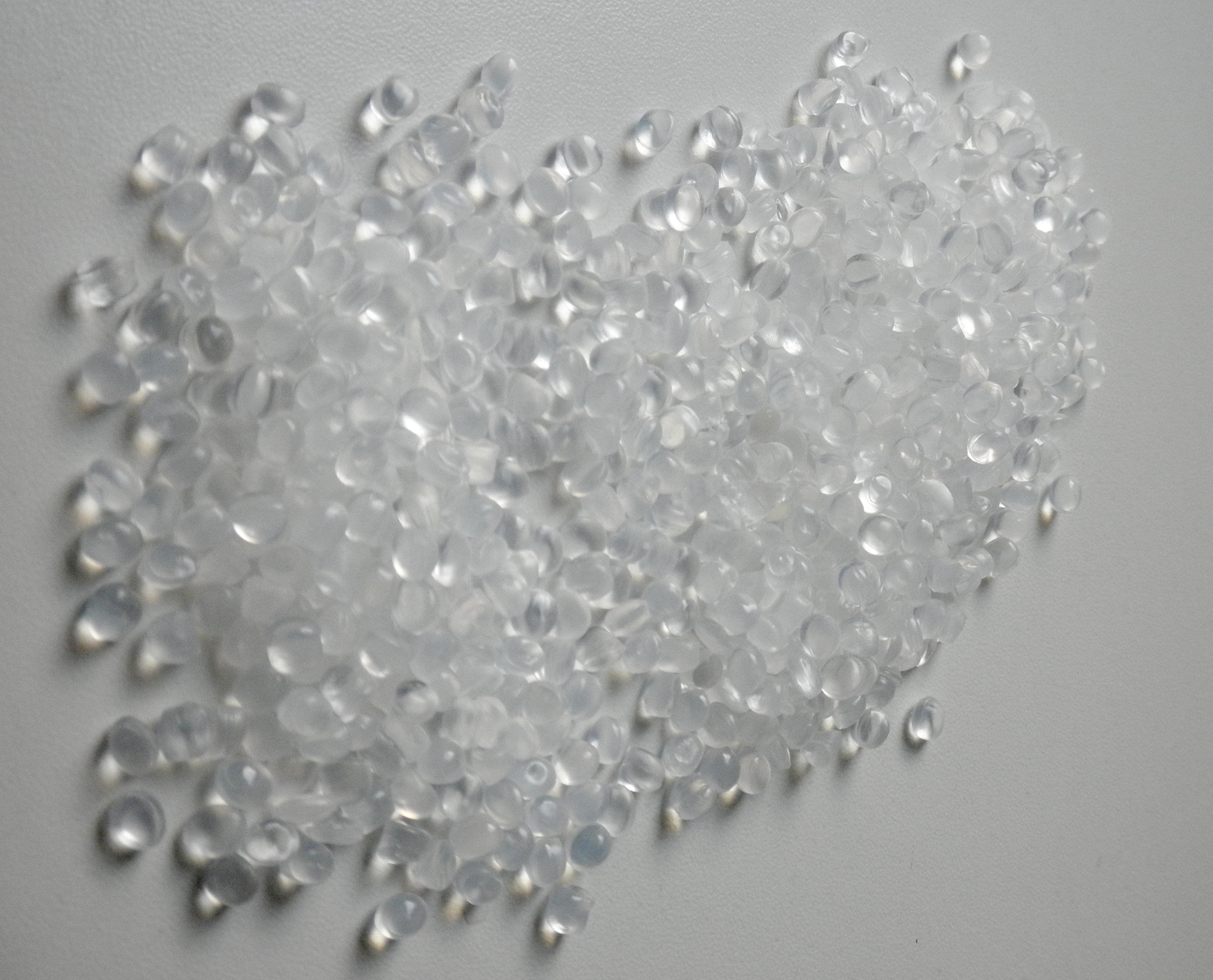
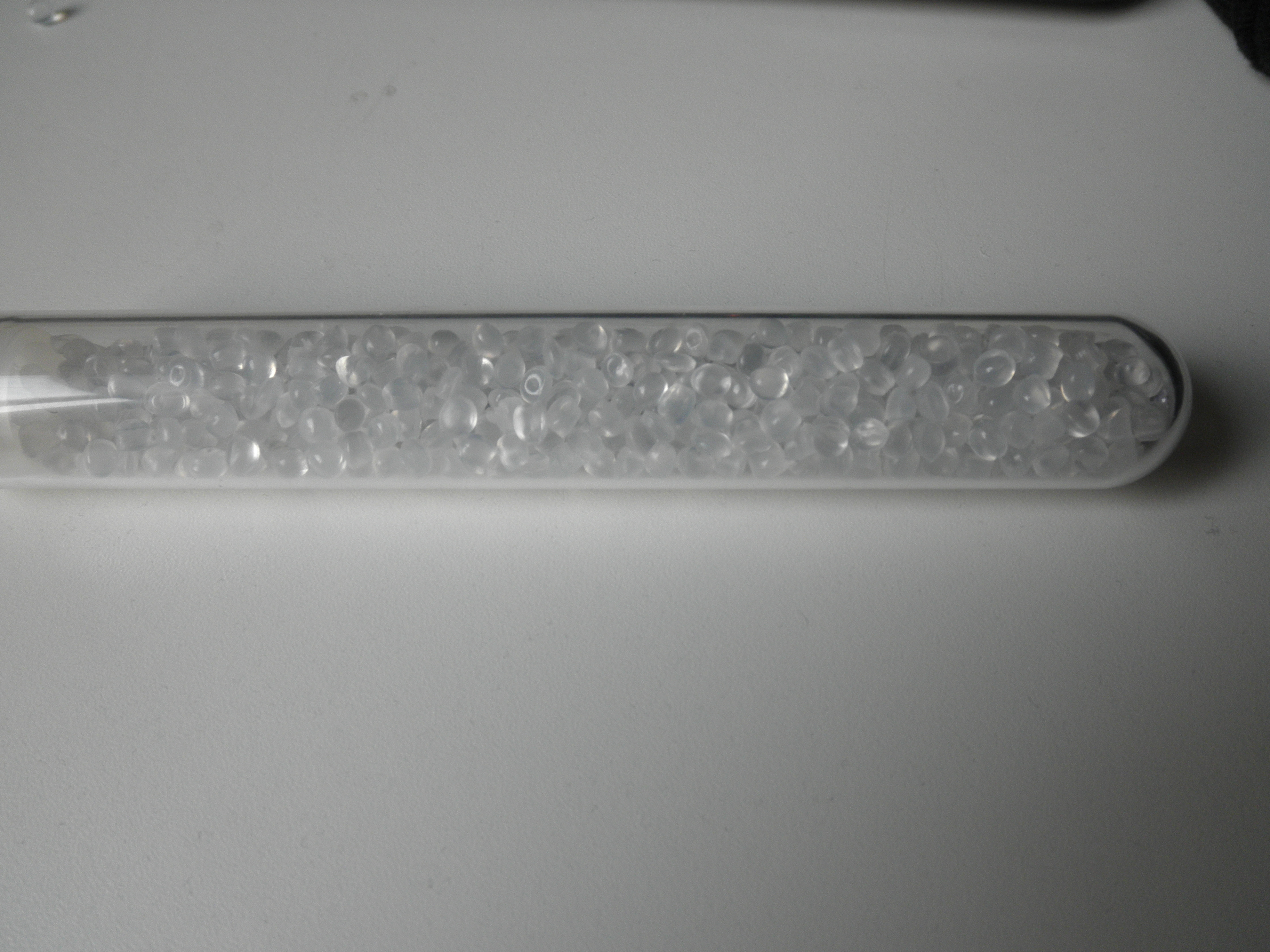
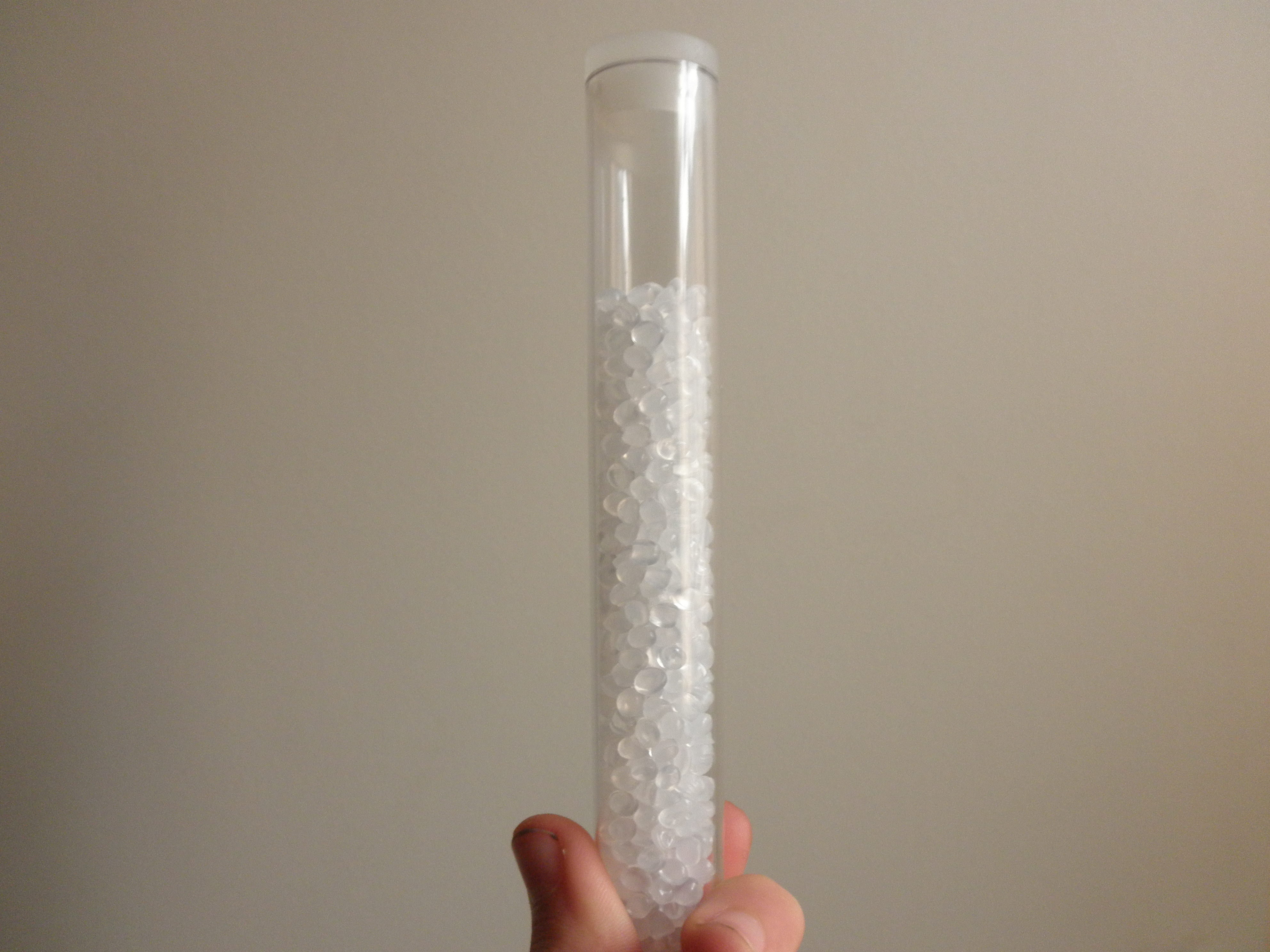
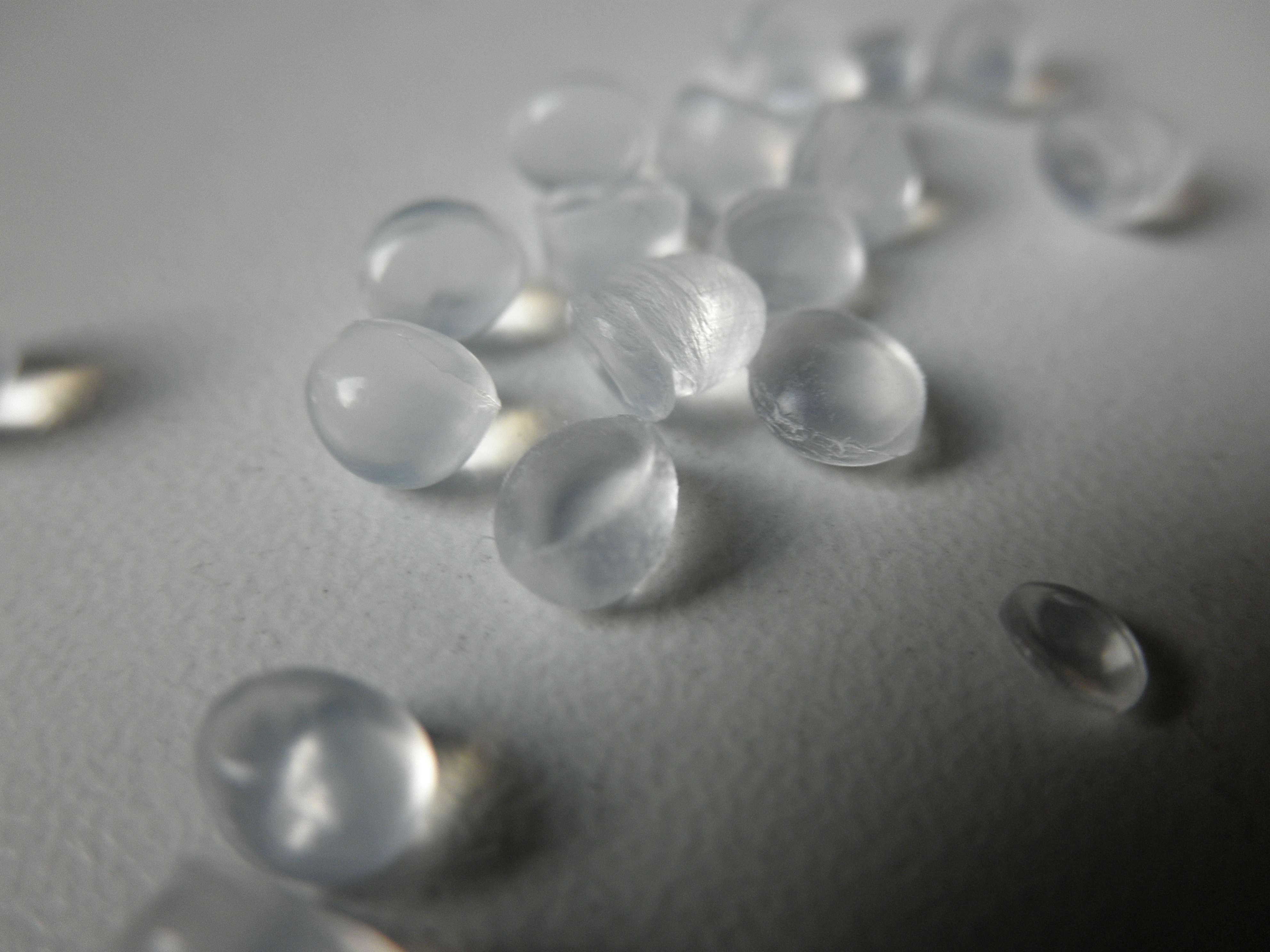
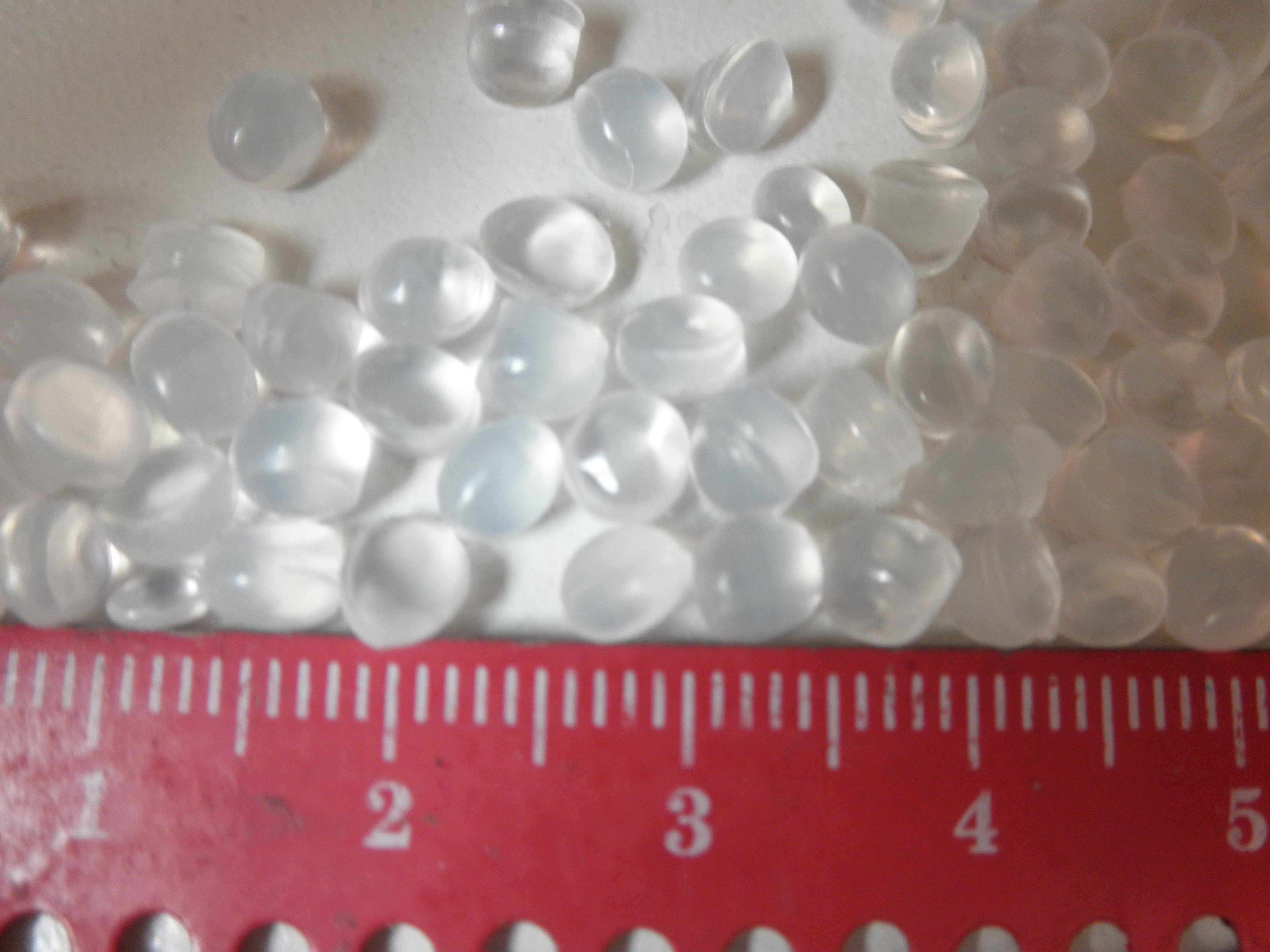
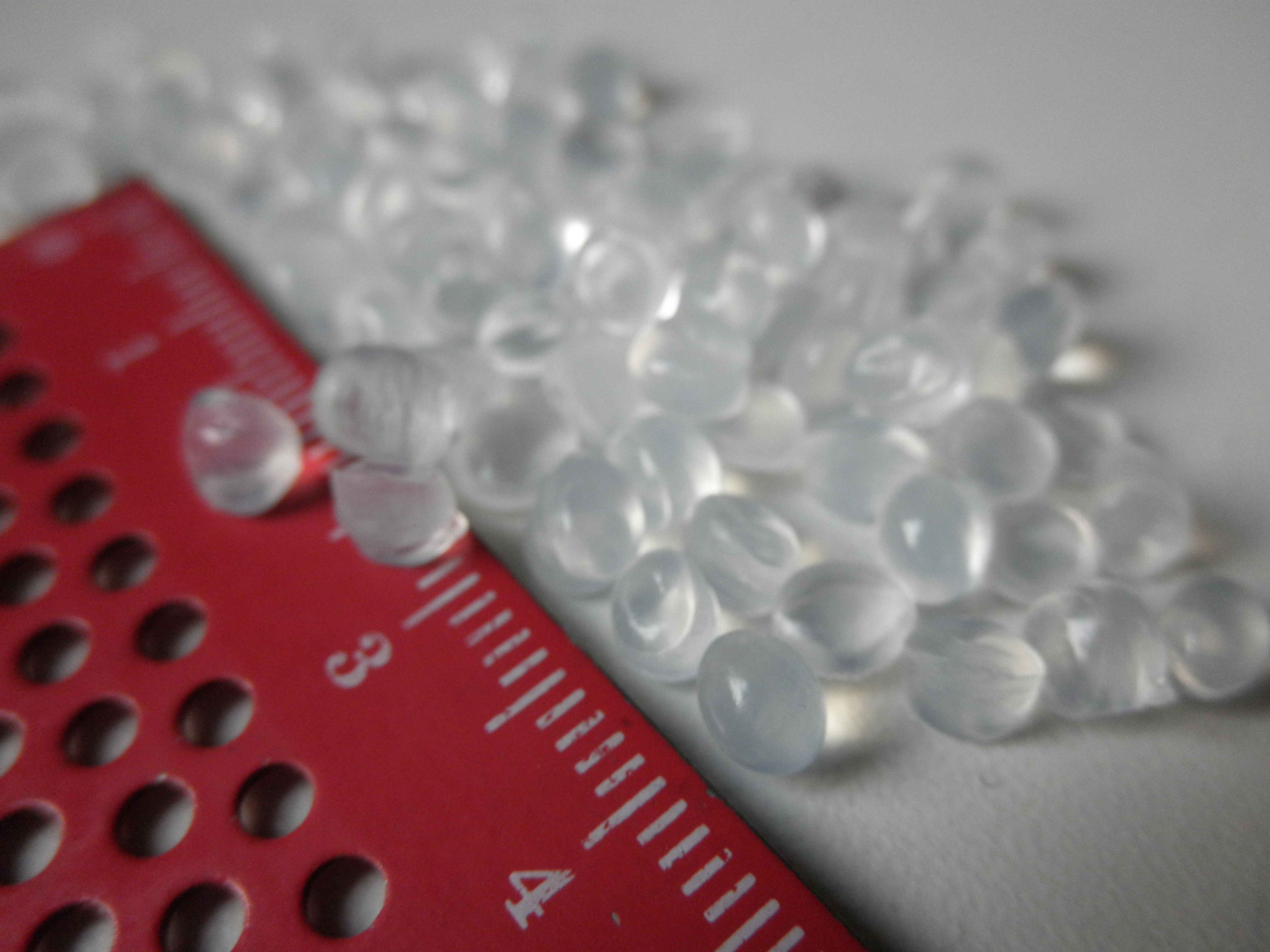
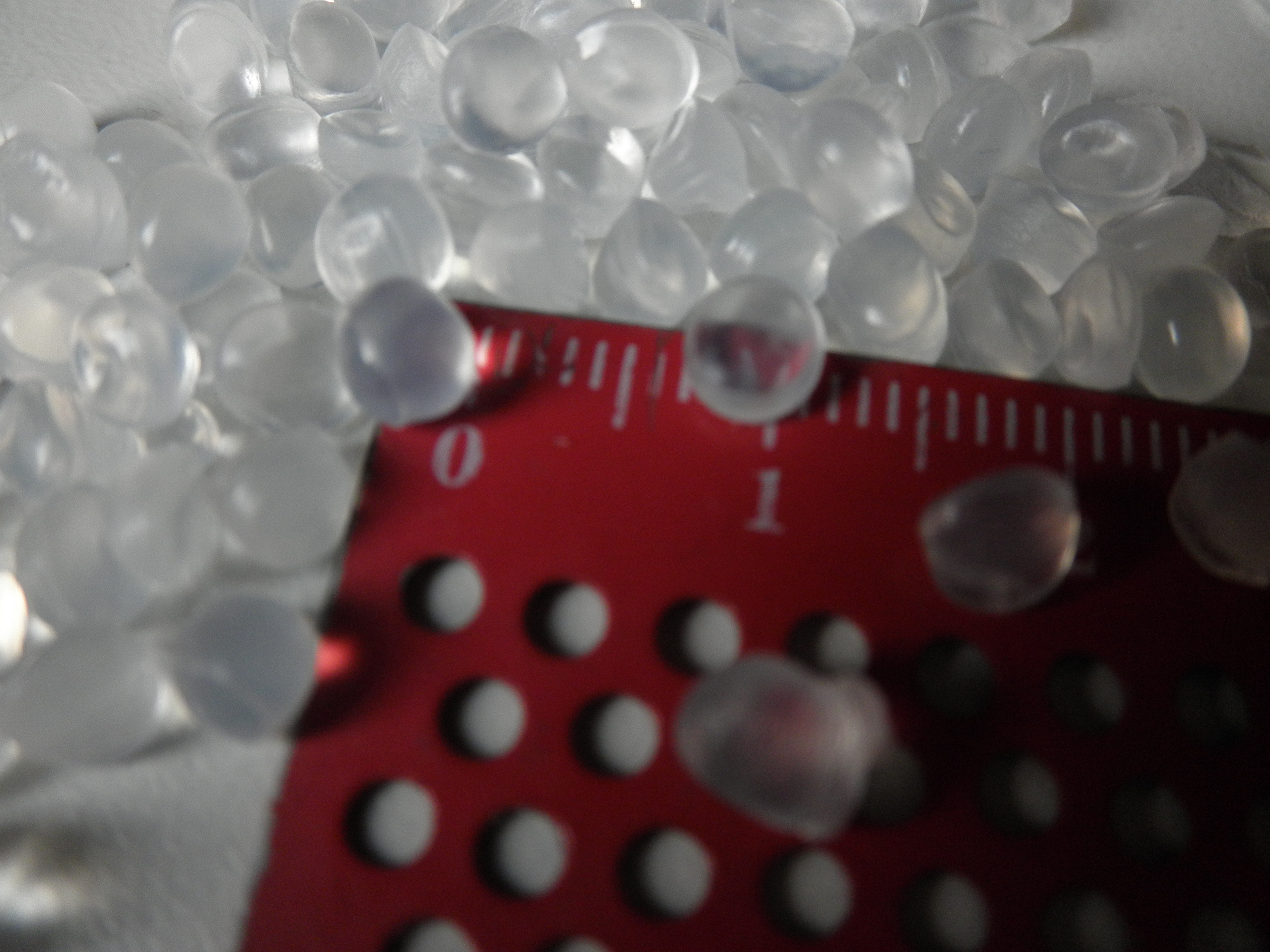
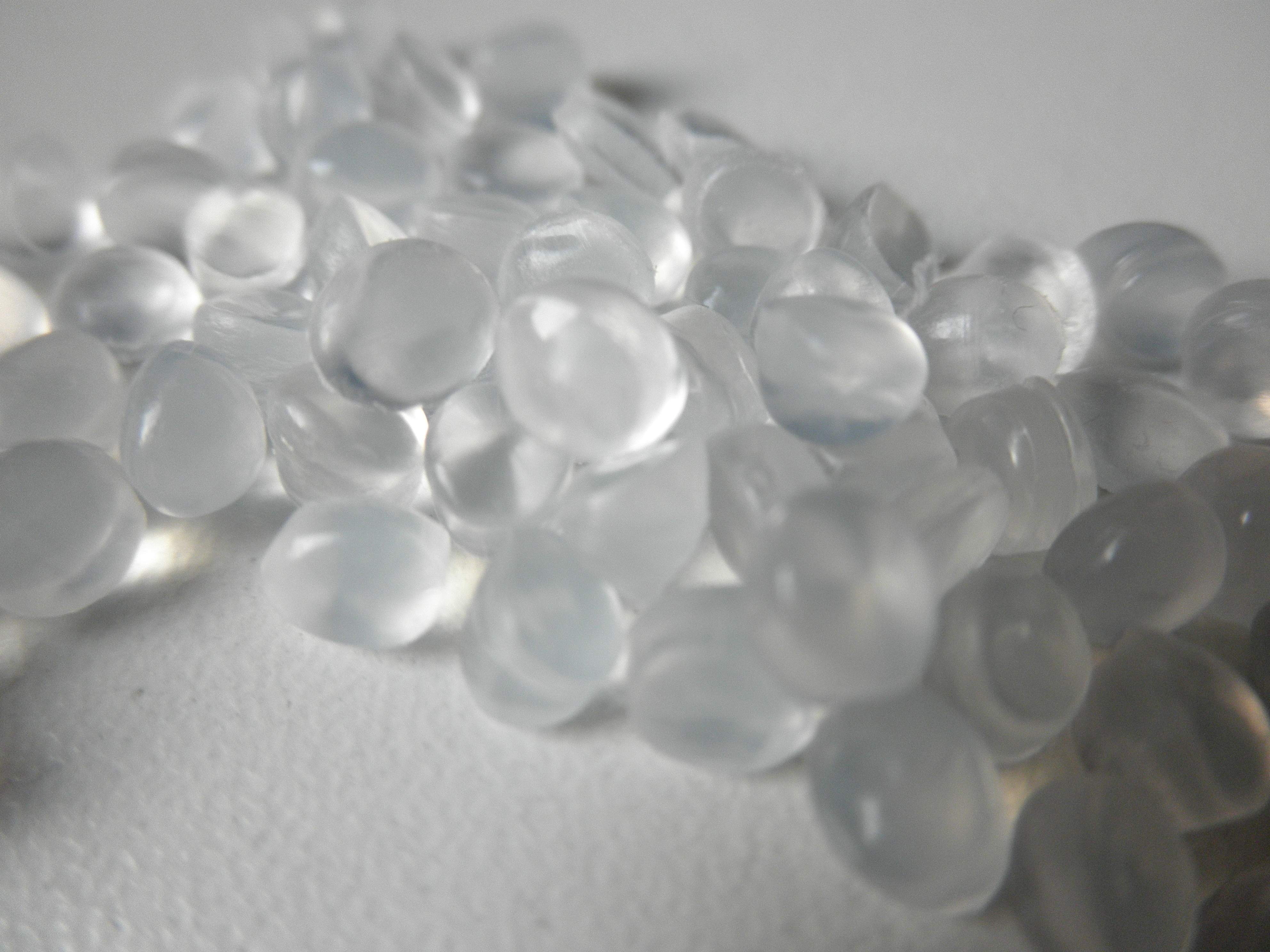
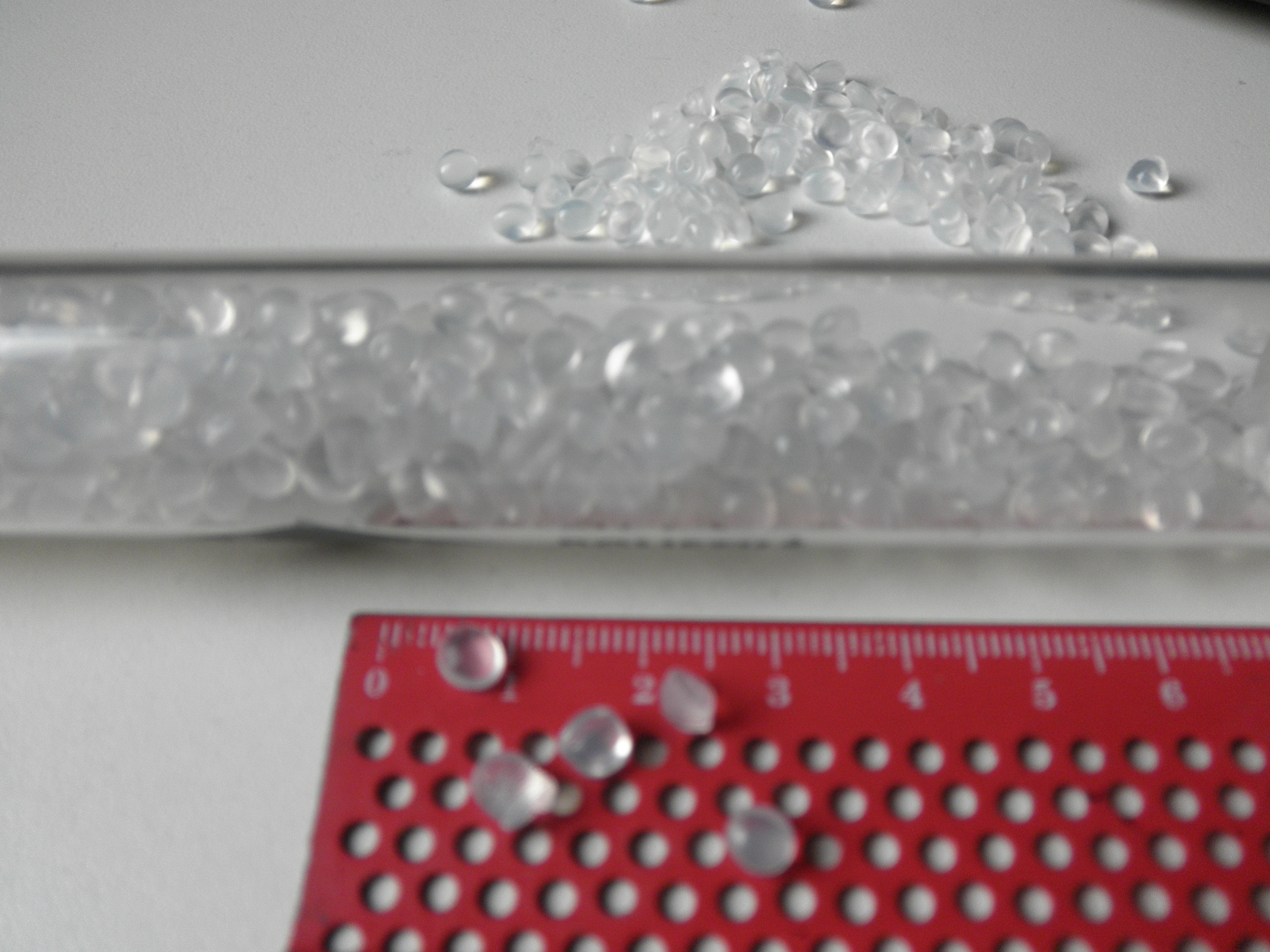